# Iguig
Iguig è una municipalità di quinta classe delle Filippine, situata nella Provincia di Cagayan, nella Regione della Valle di Cagayan.
Iguig è formata da 23 barangay:
- Ajat (Pob.)
- Atulu
- Baculud
- Bayo
- Campo
- Dumpao
- Gammad
- Garab
- Malabbac
- Manaoag (Aquiliquilao)
- Minanga Norte
- Minanga Sur
- Nattanzan (Pob.)
- Redondo
- Salamague
- San Esteban (Capitan)
- San Isidro (Ugac West)
- San Lorenzo
- San Vicente (Ugac East)
- Santa Barbara
- Santa Rosa
- Santa Teresa (Gammad Sur)
- Santiago